# Egzekucja w Babicach
Egzekucja w Babicach – masowa egzekucja osób pochodzenia żydowskiego przeprowadzona przez okupantów niemieckich w 1942 roku. Jej ofiarą padło 110 mieszkańców getta warszawskiego, oskarżonych o nieprzestrzeganie rozmaitych rozporządzeń okupanta (w tym pewna liczba kobiet). Egzekucja najprawdopodobniej miała miejsce w podwarszawskich Starych Babicach. Historycy wskazują jej datę na 3 czerwca lub 1–2 lipca 1942.

## Preludium
Wiosną 1942 roku Niemcy zaostrzyli terror wobec ludności żydowskiej zgromadzonej w getcie warszawskim. W nocy z 17 na 18 kwietnia 1942 Gestapo wyprowadziło z mieszkań 52 Żydów, których następnie rozstrzelano na ulicach getta. W gronie ofiar znalazło się wielu działaczy społecznych i politycznych oraz członków ruchu oporu. Nasiliły się także represje za nieprzestrzeganie rozmaitych rozporządzeń okupanta. Owe akty terroru poprzedziły wielką akcję deportacyjną warszawskich Żydów do obozu zagłady w Treblince (rozpoczętą 22 lipca 1942), stąd historycy przyjmują zazwyczaj, że ich celem było zastraszenie mieszkańców getta oraz sparaliżowanie środowisk związanych z żydowskim ruchem oporu.

## Egzekucja 110 więźniów „Gęsiówki”
Jedną z największych zbrodni popełnionych przez Niemców w okresie bezpośrednio poprzedzającym wielką akcję deportacyjną była egzekucja 110 więźniów Aresztu Centralnego przy ul. Gęsiej („Gęsiówka”). Ofiarami były osoby oskarżone o nieprzestrzeganie rozmaitych rozporządzeń okupanta – szmugiel, pobyt bez zezwolenia „po aryjskiej stronie” Warszawy, a nawet uchybienie zasadom obrony przeciwlotniczej (OPL). W gronie zamordowanych znalazło się m.in. 10 funkcjonariuszy Żydowskiej Służby Porządkowej oraz 10 kobiet (w tym dwie w ciąży). Niepowodzeniem zakończyły się starania Adama Czerniakowa, prezesa Judenratu w getcie warszawskim, który próbował odroczyć egzekucję i wykupić skazanych.
Fakt egzekucji podano do wiadomości publicznej. Na murach getta pojawiło się bowiem obwieszczenie podpisane przez niemieckiego komisarza ds. getta, Heinza Auerswalda, w którym informowano, iż 110 Żydów zostało rozstrzelanych „za nieposłuszeństwo wobec władzy” – nieprzestrzeganie zarządzeń niemieckich, czynny opór, użycie siły wobec niemieckiego policjanta.
Zazwyczaj przyjmuje się, że egzekucji więźniów „Gęsiówki” dokonano w podwarszawskich Babicach. Nie jest natomiast pewna data egzekucji. W raporcie Delegatury Rządu na Kraj znalazła się informacja, iż skazańców „wywieziono samochodami do Babic i tam rozstrzelano 1 lipca 1942 o 4:00 nad ranem”. Niektóre źródła podają także datę 2 lipca 1942. Z kolei Władysław Bartoszewski i Emanuel Ringelblum utrzymywali, iż egzekucja miała miejsce w czerwcu 1942 (prawdopodobnie w dniu 3 czerwca).